# Socijaldemokrati (Danska)
Socijaldemokrati (danski: Socialddemokratiet) socijaldemoratska je politička stranka u Danskoj. Trenutačno vladajuća stranka, Socijaldemokrati imaju 50 od 179 zastupnika u Folketingu (od 2022.), te tri od četrnaest zastupnika Danske u Europskom parlamentu. Stranka je članica Stranke europskih socijalista. Predsjednica stranke od 2015. je danska premijerka Mette Frederiksen.